# Батлер, Эндрю
Эндрю М. Батлер (англ. Andrew M. Butler) — британский литературовед и исследователь культуры. Преподаёт в Кентерберийском университете церкви Христа. Бывший редактор журнала «Vector» Британской ассоциации научной фантастики, membership secretary Фонда научной фантастики, бывший судья премии Артура Кларка.
Имеет большое количество публикаций по научной фантастике и, меньшее, по фэнтези, в таких журналах как «Foundation», «Science Fiction Studies», «Vector» и «The Lion and the Unicorn». Основная тематика исследований — Филип Дик, Терри Пратчетт, Джефф Нун, Иэн Бэнкс, Кен Маклауд, Кристофер Прист и Филип Пулман. Автор нескольких статей из серии «The Pocket Essentials».
Книга «Terry Pratchett: Guilty of Literature» (с англ. — «Терри Пратчетт: виновный в литературе»), в которой он выступил редактором, совместно с Эдвардом Джеймсом и Фарой Мендлезон, была номинирована на премию «Хьюго» в 2001 году. Статья «Thirteen ways of looking at the British Boom» (с англ. — «Тринадцать точек зрения на бум в британской научной фантастике») выиграла премию «Пионер» Ассоциации исследователей научной фантастики в 2004 году.